# Miss Americana
Miss Americana (také známo jako Taylor Swift: Miss Americana) je dokumentární film režírovaný Lanou Wilsnou, který pojednává o americké zpěvačce Taylor Swift, její kariéře a životě během několika let. Byl zveřejněn na Netflixu a ve vybraných kinech 31. ledna 2020.
Netflix popsal film jako „neskrývaně a emočně odhalující podívanou“ na Swift, která se „ujímá role skladatelky a interpretky – a také ženy, která dokáže využít moc svého hlasu naplno.“ Miss Americana debutoval na otevírací noci filmového festivalu Sundance Film Festival 23. ledna 2020.

## Souhrn
Film pokrývá množství událostí ve zpěvaččině životě a kariéře zahrnující tvoření jejího sedmého alba Lover (2019), její uplynulý boj s poruchou příjmu potravy, soud za sexuální obtěžování, diagnóza matčiny rakoviny a zpěvaččino rozhodnutí o promluvení na téma politika.

## Obsazení
- Taylor Swift
- Andrea Swift
- Scott Swift
- Joe Alwyn
- Jack Antonoff
- Joel Little
- Max Martin
- Bobby Berk
- Karamo Brown
- Tan France
- Jonathan Van Ness
- Brendon Urie
- Patrick Alwyn
- Abigail Anderson Lucier
- Tree Paine

## Pozadí
| Potřebovala jsem se dostat k bodu, kdy budu připravena, schopna a ochotna čelit všem těm hovadinám raději než to přehlížet s úsměvem. |
| — Swift mluví o Miss Americana. |

Swift vyjádřila svůj zájem o tvoření dokumentu ve spolupráci s Netflixem po zveřejnění koncertního filmu Taylor Swift: Reputation Stadium Tour na streamovací platformě v prosince 2018. Swift byl poskytnut seznam potencionálních režisérů, jež jedním z nich byla i Wilson.
Název dokumentu je propůjčen z „Miss Americana & the Heartbreak Prince“, písně z jejího sedmého studiového alba Lover (2019), ve které Swift popisuje své zmatení ohledně politiky Spojených států.
V listopadu 2019 Swift připustila existenci dokumentu, když řekla, že vlastník a zakladatel jejího bývalého vydavatelství, Big Machine Records, Scooter Braun a Scott Borchetta jí zpětně zablokovali od používání její starší hudby a záznamy vystoupení pro její dokument. Později přidala, že dokument nezmiňuje Brauna, Borchettu nebo Big Machine. Big Machine popřelo obvinění. V odpovědi zástupci Swift zveřejnily email od vedení Big Machine odmítající otázku licencí ve spojitosti s dokumentem. V prosinci Varienty informovalo, že Big Machine vyjasnilo použití zpěvaččina staršího materiálu pro dokument.
V rozhovoru s Chris Willman z Variety, bylo prozrazeno, že začátek filmu „vzájemně srovnává radost z tvoření s přítěžemi globální popularity“, zatímco druhá polovina je „provokativně zaměřena, proč se Swift stala politickým zvířetem“. Willman napsal, že film dále obsahuje klipy zachycující zvyšování zpěvaččiny podpory LGBTQ, zpěvaččinu reakci na diagnostikování matčiny rakoviny a odezvu Swift na žádnou nominaci k Reputation (2017) na Cenách Grammy 2019. Willson uvedl, že vidí film jako „převrácenou stranu amerického miláčka s cílem poukázat na méně úchvatnou stranu slávy a popularity“.

## Propagace
Dne 15. ledna 2020 Taylor Swift zveřejnila na svých sociálních sítích datum vydání a plakát k filmu. O šest dní později byl na YouTube zveřejněn trailer k filmu. 30. ledna Swift oznámila seznam vybraných kin, ve který se na určitý čas bude hrát Miss Americana. Jednalo se o 26 kin po celých Spojených státech amerických a o jedno londýnské kino.

## Hudba
Dokument zahrnuje novou píseň Only the Young, která hraje během závěrečných titulků. Swift tuto píseň napsala po prezidentských volbách v USA v roce 2018. Píseň byla veřejně vydaná v den premiéry filmu, 31. ledna 2020.